# Jung So-min
Jung So-min (정소민?, 庭沼珉?, Jeong So-minLR, Chŏng SominMR), pseudonimo di Kim Yoon-ji (김윤지?, Gim Yun-jiLR, Kim YunjiMR; Seul, 16 marzo 1989), è un'attrice sudcoreana.

## Filmografia

### Cinema
- Choe-ag-ui chingudeul (최악의 친구들?) regia di Namkoong Sun, cortometraggio (2009)
- Seumul (스물?), regia di Lee Byeong-heon (2015)
- Alice - Wonderland-eseo on sonyeon (앨리스: 원더랜드에서 온 소년?), regia di Eo Eun-hee (2015)
- Appaneun ttal (아빠는 딸?), regia di Kim Hyeong-hyeop (2017)
- Goldeun seulreombeo (골든 슬럼버?), regia di Noh Dong-seok (2018)
- Gibang doryeong (기방도령?), regia di Nam Dae-joong (2019)

### Televisione
- Nappeun namja (나쁜 남자?) – serie TV (2010)
- Jangnanseureon kiss (장난스런 키스?) – serie TV (2010)
- Standby (스탠바?) – serie TV (2012)
- Uriga gyeolhonhal su iss-eulkka (우리가 결혼할 수 있을까?) – serie TV (2014)
- Na-egero waseo byeor-i doe-eotda (나에게로 와서 별이 되었다?) – serie TV (2013)
- Miss Korea (미스코리아?) – serie TV (2014)
- Big Man (빅맨?) – serie TV (2014)
- D-Day (디데이?) – serie TV (2015)
- Ppalgan seonsaengnim (빨간 선생님?) – serie TV (2015)
- Il suono del tuo cuore (마음의 소리?, Ma-eum-ui soriLR) – serie TV (2015)
- Abeojiga isanghae (아버지가 이상해?) – serie TV (2017)
- Ibeon saeng-eun cheo-eum-ira (이번 생은 처음이라?) – serie TV (2017)
- Kimbiseoga wae geureolkka (김비서가 왜 그럴까?) – serie TV (2018)[3]
- Haneur-eseo naerineun ir-eokgae-ui byeol (하늘에서 내리는 일억개의 별?) – serie TV (2018)
- Abyss (어비스?) – serie TV (2019)
- Melloga chejil (멜로가 체질?) – serie TV (2019)
- Yeonghon suseongong (영혼수선공?) (2020)
- Alchimia delle anime 2022/2023
- Love Next Door 엄마친구아들?, Eommachin-gu-adeulLR) – serie TV (2024)

## Videografia
- 2008 – Old Fish - I Had a Bad Day
- 2008 – Noblesse feat. Beige - No Regrets
- 2010 – Seo In-guk - Take

## Discografia

### Colonne sonore
- 2017 - Because You're Here (Ibeon saeng-eun cheo-eum-ira OST)[4]
- 2018 – Star feat. Seo In-guk (Haneur-eseo naerineun ir-eokgae-ui byeol OST)

## Riconoscimenti
- Korea Jewelry Awards
  - 2010 – Topaz Award
- Korean Culture and Entertainment Awards
  - 2010 – Best New Actress for TV per Nappeun namja
- MBC Drama Awards
  - 2010 – Candidatura come Best New Actress per Jangnanseureon kiss
- Asia Model Festival Awards
  - 2011 – New Star Award
- MBC Entertainment Awards
  - 2012 – Best Newcomer in a Comedy/Sitcom per Standby
- KBS Entertainment Awards
  - 2016 – Best Couple con Lee Kwang-soo per Il suono del tuo cuore
- KBS Drama Awards
  - 2016 – Candidatura come Excellence Award, Actress in a One-Act/Special/Short Drama per Abeojiga isanghae
  - 2017 – Candidatura come Netizen Award – Female per Abeojiga isanghae
- The Seoul Awards
  - 2017 – Candidatura come Best Supporting Actress – Drama per Abeojiga isanghae